# Encefalopatia
In medicina il termine encefalopatia indica letteralmente e genericamente una qualunque malattia dell'encefalo, rientrando in questa categoria le malattie metaboliche, quelle tossiche, infettive, neoplastiche e degenerative del cervello. Si tratta dunque di un'ampia varietà di sindromi ciascuna con differenti cause, sintomi e cure, con esiti in alcuni casi fatali, ma anche reversibili.

## Tipologia
Le encefalopatie attualmente conosciute si suddividono in:
- Encefalopatia alcolica
- Encefalopatia bilirubinica
- Encefalopatia da HIV
- Encefalopatia del pugile
- Encefalopatia di Lyme
- Encefalopatia epatica
- Encefalopatia iponatremica
- Encefalopatia spongiforme bovina
- Encefalopatia di Wernicke (carenziale)
- Encefalopatia da glicina
- Encefalopatia di Hashimoto
- Encefalopatia ipertensiva
- Encefalopatia ipercapnica
- Encefalomiopatia mitocondriale con acidosi lattica ed episodi tipo ictus (MELAS)

### Encefalopatie epilettiche infantili
- Encefalopatia epilettica infantile precoce
- Sindrome di West
- Sindrome di Lennox-Gastaut

## Sintomatologia
I sintomi dipendono sempre da quale tipo di encefalopatia si tratti. Quelli comuni sono:
- Progressiva perdita della memoria e delle abilità cognitive;
- Inabilità a concentrarsi;
- Progressiva perdita di conoscenza;
- Letargia.

Altri sintomi neurologici sono:
- Tremore;
- Atrofia muscolare;
- Demenza;
- Perdita della capacità di parlare;
- Mioclonia

## Eziologia
L'encefalopatia altera funzioni del cervello, ciò può essere causato da qualche agente infettivo, malfunzione dell'organismo, tumore del cervello, una prolungata esposizione ad elementi tossici (compreso farmaci), denutrizione, emorragia cerebrale o virus.

## Esami clinici
Gli esami da effettuare comprendono gli esami del sangue, la puntura lombare, e l'EEG: in tal modo si comprende da quale dei molti tipi la persona è affetta.

## Trattamento
Il trattamento è sintomatico e cambia a seconda del tipo e della severità dell'encefalopatia, qualche anticonvulsivo può essere prescritto. Nei casi più gravi emodialisi o trapianto di organi diventano necessari.